# 红茎榕
红茎榕（学名：Ficus ruficaulis）为桑科榕属的植物。分布在菲律宾、台湾岛、印度尼西亚等地，一般生于近海岛屿，目前已由人工引种栽培。

## 别名
落叶榕（台湾植物志）